# Позбавлення військового, спеціального звання, рангу, чину або кваліфікаційного класу
Позбавлення військового, спеціального звання, рангу, чину або кваліфікаційного класу — додаткове кримінальне покарання.

## Особливості призначення
Відповідно до норм КК України, цей вид кримінального покарання призначається:
- тільки на підставі норми Загальної частини КК, оскільки цього покарання немає в санкції жодної статті Особливої частини
- на розсуд суду з урахуванням особи засудженого та обставин справи
- лише особі, яка має певне звання, ранг, чин чи кваліфікаційний клас
- лише особі, засудженій за тяжкий чи особливо тяжкий злочин
- лише повнолітній особі
- незворотним чином: тобто має безстроковий характер.

Оскільки безпосередньо в санкціях це покарання відсутнє, суд при постановці вироку повинен мотивувати своє рішення.
Якщо засуджений має декілька із вказаних звань, суд може позбавити або одного з них, або усіх разом. Також за вироком суду особа не може бути позбавлена почесного звання, державної нагороди, наукових ступенів та вчених звань.

## Виконання покарання
Суд, який постановив вирок про позбавлення засудженого військового, спеціального звання, рангу, чину, кваліфікаційного класу, після набрання ним законної сили, направляє копію вироку органу чи посадовій особі, які присвоїли це звання, ранг, чин чи кваліфікаційний клас. Цей орган після одержання копії вироку вносить до відповідних документів запис про позбавлення засудженого звання, рангу, чину чи кваліфікаційного класу, вживає заходів до позбавлення його всіх прав і пільг, пов'язаних з цим званням, чином або кваліфікаційним класом і протягом місяця з дня одержання копії вироку сповіщає суд про його виконання.
Стосовно військозобов'язаного або резервіста запасу копія вироку надсилається до територіального центру комплектування та соціальної підтримки за місцем перебування на військовому обліку (або відповідного органу (підрозділу) Служби безпеки України або Служби зовнішньої розвідки України).